# Das verrückteste Auto der Welt
Das verrückteste Auto der Welt ist ein deutscher Film aus dem Jahr 1975. Er ist der vierte von fünf Filmen der Dudu-Filmreihe um einen gleichnamigen Wunder-Käfer.

## Handlung
Nachdem er eine Bahnlinie wieder in Fahrt gebracht hat, um damit von Ordensschwestern erzogene Waisenkinder zu erfreuen, erfährt Jimmy Bondi, dass das Waisenhaus in Geldnöten steckt. Um das Geld aufzutreiben, das die Ordensschwestern einem Hotelier schulden, startet er deshalb mit seinem Wunderkäfer Dudu bei einer Alpen-Rallye in der Schweiz. Der Preis sind 100.000 Schweizer Franken.
Allerdings schaffen es auch zwei Ordensschwestern, das Startgeld aufzutreiben. Sie nutzen für die Rallye ein von Jimmy Bondi gebautes Spezialfahrzeug, das aus den Vorderteilen zweier Citroën 2CV besteht, die an der B-Säule durchtrennt und rücklings verbunden sind. Bei Bedarf kann das Gefährt aber auch geteilt werden, da beide Hälften jeweils über einen Motor verfügen.
Gleichzeitig startet auch der Marchese de la Pozzi, der – ebenso wie das von ihm engagierte Duo Brown und Brown – auch vor unfairen Tricks nicht zurückschreckt, um das übrige Fahrerfeld, aber speziell Dudu, aus dem Rennen zu werfen. Zwischendurch schaffen Brown und Brown es sogar, Dudu unter ihre Kontrolle zu bringen, indem sie die Frequenz überlagern, auf der Dudu sendet.
Am Ende werden die Schwestern wenige Kilometer vor dem Ziel aus dem Rennen geworfen, aber Dudu nimmt beide Entenhälften „unter den Arm“ und fährt mit ihnen bis zur Ziellinie, während Jimmy und Aldo hinterherlaufen müssen. Schließlich noch ein kleiner Schubser und die Nonnen rollen als Erste über die Ziellinie, während der Marchese disqualifiziert wird.

## Bemerkungen
Im Film kann der VW Käfer (Modell 1303) mit verbessertem Computer unter der Kofferraumhaube mehr Tricks (seitlich ausparken, fliegen mit Heli-Anbauten) ausführen. Sal Borgese (wieder als Aldo Regozzani) und Walter Roderer (wieder als Schweizer, aber als andere Figur) treten erneut auf. Die Handlung spielt zeitlich vor Ein Käfer auf Extratour und ist somit ein Prequel zu diesem. Dies wird in den Anfangsszenen der beiden Filme deutlich. Zu Beginn von Das verrückteste Auto der Welt treffen sich Bondi und Regozzani zum ersten Mal, während sie sich zu Beginn von Ein Käfer auf Extratour bereits kennen. Es gibt zwei Fassungen des Films: Eine, in der Dudu nicht spricht, und eine, wo Sprache und weitere Szenen unter Kürzung anderer Szenen hinzugefügt wurden. Letztere befindet sich auf der veröffentlichten DVD.
Im Film hat Dudu einen Hybridantrieb, bei dem der Elektromotor die Vorderräder antreibt. Im Gegensatz zu Ein Käfer auf Extratour dient das für die damalige Zeit ungewöhnliche Antriebskonzept aber nicht dazu Benzin zu sparen, sondern die Gesamtleistung des Käfers auf „ungefähr 250 PS“ zu steigern.
Dudu muss in diesem Film zum ersten Mal mit einem weiteren Hauptdarsteller aus Blech zusammenarbeiten. Für den Film wurden zwei Citroën 2CV direkt an der B-Säule durchtrennt. Die Vorderteile wurden mit einer Rückwand versehen und dann Heck an Heck verbunden. Dadurch hat der Wagen zwei gelenkte Achsen, zwei Motoren und einen Rückwärtsgang mit drei Gängen. Bei Bedarf werden die Hälften einfach getrennt, indem Stützräder heruntergeklappt und zwei Riegel gelöst werden. Andererseits kann man auch beide Fahrzeuge in Fahrtrichtung miteinander verbinden, um beide Motoren zu nutzen.

## Frauenbild
Im Film wird versucht, damals gängige Klischees über Frauen zu hinterfragen. So sagt Robusti, dass es für die Rallye besser sei, wenn „man Auto fahren kann und etwas von Autos versteht“, als sich die Schwestern für die Rallye anmelden wollen. Im Laufe des Films ändert Robusti seine Meinung, weil die Schwestern Lücken im Rallyereglement geschickt ausnutzen und mit ihrem Fahrzeug umgehen können. Unfälle werden fast ausschließlich von Männern hervorgerufen.
Die bis heute vorherrschenden Geschlechterrollen werden indes nicht infrage gestellt, da die entscheidenden Rollen mit Männern besetzt sind und die Schwestern als Einzige Care-Arbeit leisten, etwa bei der Behandlung von Regozzani oder der Versorgung verletzter Rallyeteilnehmer.

## Kritiken
„Flaue, geschmacksunsichere Unterhaltung mit Massenkarambolagen.“